# Birkenhead, South Australia
Birkenhead är en del av en befolkad plats i Australien. Den ligger i kommunen Port Adelaide Enfield och delstaten South Australia, omkring 14 kilometer nordväst om delstatshuvudstaden Adelaide. Antalet invånare är 1 679.
Runt Birkenhead är det tätbefolkat, med 849 invånare per kvadratkilometer.. Närmaste större samhälle är Adelaide, omkring 14 kilometer sydost om Birkenhead.
Runt Birkenhead är det i huvudsak tätbebyggt. Genomsnittlig årsnederbörd är 593 millimeter. Den regnigaste månaden är juli, med i genomsnitt 95 mm nederbörd, och den torraste är december, med 13 mm nederbörd.